# 嘉納健治
嘉納 健治（かのう けんじ、1881年〈明治14年〉9月24日 - 1947年〈昭和22年〉10月30日）は、日本の興行ヤクザ、ボクシングトレーナーである。
嘉納治五郎の甥（但し血縁関係については現時点で未解明。治五郎の兄弟姉妹には健治の親と思しき人物が見当たらない。治五郎の従弟という説もある）。通称：ピス健（ピスケンとも）。

## 来歴
1881年（明治14年）9月24日、兵庫県神戸市御影町浜東で酒造業・四代目嘉納治一の次男として生まれると池本淳一はしているが、神戸市制は1889年のため兵庫県武庫郡御影町浜東が正しい。
実家は菊正宗酒造の一派で御影で「浜嘉納」を営んでいた。
東京の医家の養子になり、ドイツ語を勉強するために独協中学に入るが、このころから暴れん坊で知られ、船乗りからピストルを仕入れて練習し、のちに「ピス健」と呼ばれるほどの名手となり、西日本一帯を取り仕切るほどの大親分になった。五島組（神戸）の大野福次郎、日東義会を率いた熊本の牧野務（天山）も嘉納の影響下にあった。大相撲のタニマチでもあり、子分の伊勢寅彦（伊勢寅）は日本相撲協会の映画部を創設。『大相撲ダイジェスト』には伊勢松江の名前がクレジットで出ていた。伊勢の兄は右翼上がりの伊勢憲三郎（イセケン）で戦前は大山郁夫を襲撃するテロを起こして、後に東映の重役になった。
横浜で、柔拳試合（柔道対ボクシングの異種格闘技試合）を見たのをきっかけに、1909年（明治42年）、神戸の自宅に日本初のボクシングジム国際柔拳倶楽部（後に大日本拳闘会と改名）を設立した。1910年に神戸に来たエール大学出身のスミスという外人を使って大阪難波の相撲場で柔拳試合の興行をして以降、神戸に上陸した外人を道場に誘っては興行し、自らもボクシングを習った。1916年末から1919年初まで、ダンサーの高木徳子の後見人兼専属興行師となり、徳子とその劇団の九州巡業等を手引きした。
以下は『大右翼史』を引用した藤田五郎 (小説家)の『任侠百年史』の、さらに孫引きによるが、1919年、原内閣の床次竹二郎内相が呼びかけた土建業・博徒による大日本国粋会設立のための会合に「神戸富永組の嘉納」として出席した。冨永亀吉に頼まれて代理として招かれたにもかかわらず「侠客側が会いに来た」と床次が新聞に説明する始末に「これは一杯食わされたわい」と一言残して去った。1923年、中山八十吉兄弟の冨永殺しの黒幕は嘉納との説が残っている。嘉納と兄弟分の下関の保良浅之助、九州の中島徳松も国粋会には参加しなかった。
同じく1919年に、中断していた柔拳試合興行を再開して大盛況となり、神戸・東京で巡業した。創設した大日本拳闘会よりライオン野口らを輩出。1922年の宝塚劇場開設の際には、健治に挨拶がなかったことに怒り、箕面有馬電気軌道（阪急電鉄の前身）の線路に子分らを座らせ、宝塚に通じる交通を遮断する嫌がらせを行なった。宝塚と阪急を率いる小林一三とは1928年にも土地を巡る悶着を起こしている。
宝塚を追い出された井田一郎は意趣返しに、宝塚の団員と会社幹部の風紀の乱れを教え、聚楽座に子分たちが集まりピストルを撃ちまくり大混乱になったと「日本のジャズ史」にある。新宮生まれの玉置眞吉ともエピソードがあるが、こちらは暴力的ではない。
1933年（昭和8年）11月21日、上野駅において愛国社同人である野口進（ライオン野口）、松井治雄の両名が若槻礼次郎を刺殺しようとした事件は、直接の原因は野口、松井、大沢武三郎が、大審院において佐郷屋留雄（1930年に時の首相だった濱口雄幸を狙撃）の死刑判決が確定したこと、また若槻が全権大使として臨んだロンドン海軍軍縮会議の結果を不満としたものだが、岩田愛之助と嘉納の存在が背景にあったともされる。
飯干晃一は嘉納を「旦那やくざ」と定義している。資産家であり博奕をする必要もなく、権門に出入りして御用団体を務める必要もない。その代わりに大量の新型拳銃を集める実力があり、右翼や博徒と交際し、門下生は己の主人が不機嫌であるという理由だけでテロを実行した。日倶や帝拳とも一線を隔し、なおかつ東京で全日本選手権を開催。神戸拳闘会の谷崎善次から千里馬啓徳（チョンリマ）へ繋がる道は直接系譜には入らないが嘉納の流れに沿っている。
1931年（昭和7年）には、全日本プロフェッショナル拳闘協会（現在の日本プロボクシング協会）結成に参加。日本のボクシング界を発展させる礎を作った。1932年に故郷の御影町に広大な屋敷を構えたが、人気スターであっても関西以西に巡業の際には健治邸に立ち寄って挨拶をしないと必ず興行が妨害されるため、常に人で賑わった。晩年は四国の銅山の経営に専念した。
戦後間もない1947年（昭和22年）10月30日、神戸市にて死去した。享年66。盛大な葬儀が行われ、遺言により、祭壇から表門まで、竹1本1本に大輪の白菊があしらわれた竹垣が張り巡らされた。

## 親族
母はつは、菊正宗酒造の主の3代目嘉納治郎右衛門の長女で、治一を婿養子に迎えて「浜嘉納」を経営。父の治一は酒造家として一生を終えることをよしとせず、貿易商に転身し、日本で初めて造幣機の輸入を手掛けたが、輸送中に船が沈没し、傾いた家産を再興する間もなく、49歳で病死した。（但し、3代目嘉納治郎右衛門は1727年生まれの人物であり、このくだりは吉武輝子による不確かな推測が加えられている可能性がある。更なる調査が待たれる）
兄に雅治郎、弟に鉄雄がおり、父没後は叔父の嘉納治五郎が後見し、雅治郎は医師の田中道平の養子となり、学習院、早稲田を経てスタンダード石油の日本人初の社員となった。
娘が二人おり、それぞれ実業家に嫁いだ。健治は子煩悩で、家庭では書画・茶道に通じた趣味人であり、娘たちは外での父親の極道無法ぶりが信じられなかったという。親戚に柳宗悦、南郷茂光、南郷次郎、九里四郎、柳楢悦、竹添進一郎、嘉納履正、嘉納行光などがいる。